# Scorcher
Tayó Jarrett, bättre känd som Scorcher, född 5 april 1986 i Enfield i London och uppvuxen i Bush Hill Park i samma stad, är en brittisk rappare, låtskrivare och skådespelare. Han var tidigare medlem i kollektivet The Movement och har även skivkontrakt med Blue Colla Music.